# Tejuino

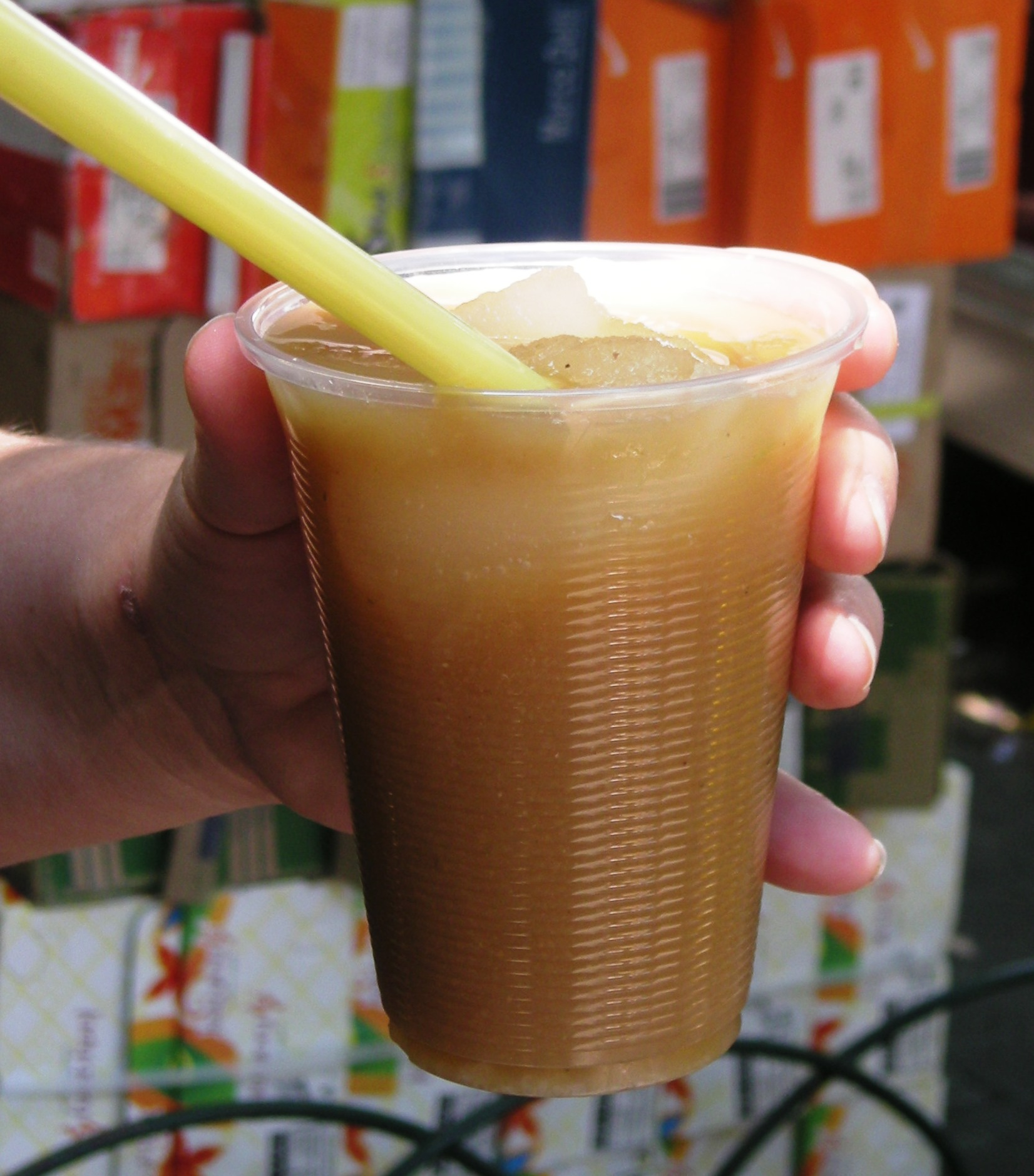
Tejuino

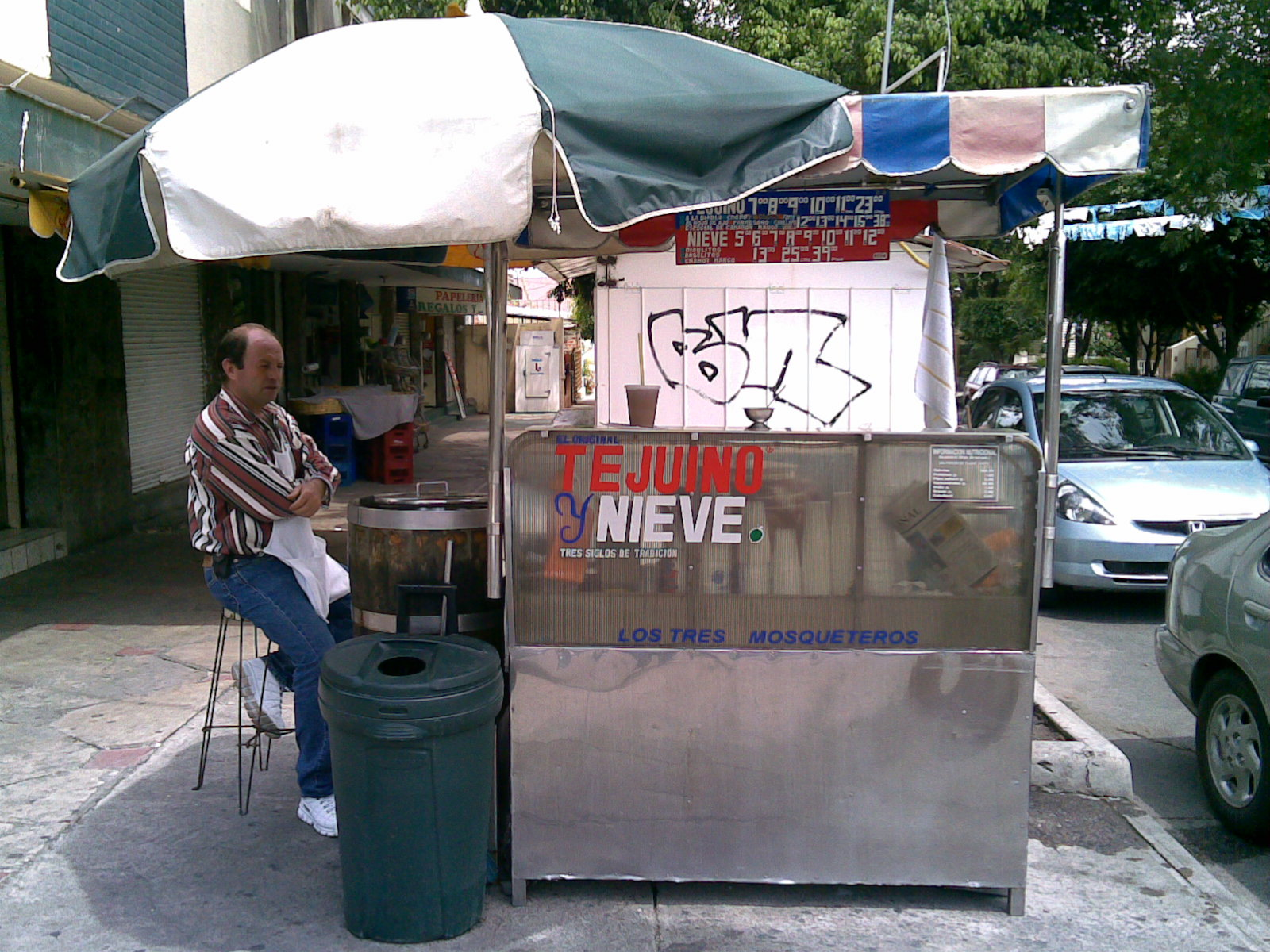
Puesto de tejuino

El tejuino (del náhuatl tecuin, "latir el corazón") es una bebida fermentada de maíz mexicana, específicamente de las antiguas Culturas de Occidente, que se consume en regiones de los estados de Jalisco, Sinaloa, Colima, Nayarit y Oaxaca.
Para los tarahumaras, al igual que para otros grupos étnicos como los huicholes, el tesgüino constituye la bebida preferida en sus eventos sociales, festividades religiosas y deportivas, y en las llamadas tesgüinada, que son reuniones en las que se toman decisiones políticas y económicas importantes para la comunidad, o en las que se realizan trabajos o labores difíciles que requieren de la participación comunitaria de los hombres. Así, el tesgüino es empleado como una forma de pago; bebida embriagante y vehículo para la administración de diversas plantas medicinales; además, mezclado con leche materna o diluido en agua, es consumido por lactantes y niños por lo que puede considerársele como un complemento importante en su dieta.

## Proceso de elaboración
El proceso de elaboración de la bebida varía de un grupo étnico a otro, aunque generalmente se hace con granos de maíz germinados en la oscuridad, que son molidos en metate y cocidos en suficiente agua durante varias horas hasta obtener un atole amarillento que, una vez frío, se cuela. El líquido recuperado se vacía en olla tesgüineras, se le adiciona el catalizador o fortificador y se deja fermentar de 1 a 10 días o más. Es importante señalar que las ollas tesgüineras nunca se lavan por lo que presentan, adheridos a sus paredes, residuos de fermentaciones previas. El tesgüino no se filtra ni pasteuriza, por lo que contiene los microorganismos vivos que producen la fermentación, las sustancias metabolizadas por ellos y los residuos de los vegetales utilizados.
Por otro lado, el tejuino es mestizo y es una bebida refrescante que también se encuentra en Guadalajara, Jalisco, Mazatlán, Sinaloa y La Paz, Baja California Sur, entre muchas otras ciudades más. Aunque también se hace con maíz germinado, a este se le agrega piloncillo o azúcar.
Se bebe con limón, sal y chile piquín al gusto o sin agregarle nada, es de sabor agridulce y con un bajo grado de alcohol. Los vendedores ambulantes ofrecen tejuino en los pueblos y ciudades de la región, y es muy poco común encontrarlo en heladerías o neverías.

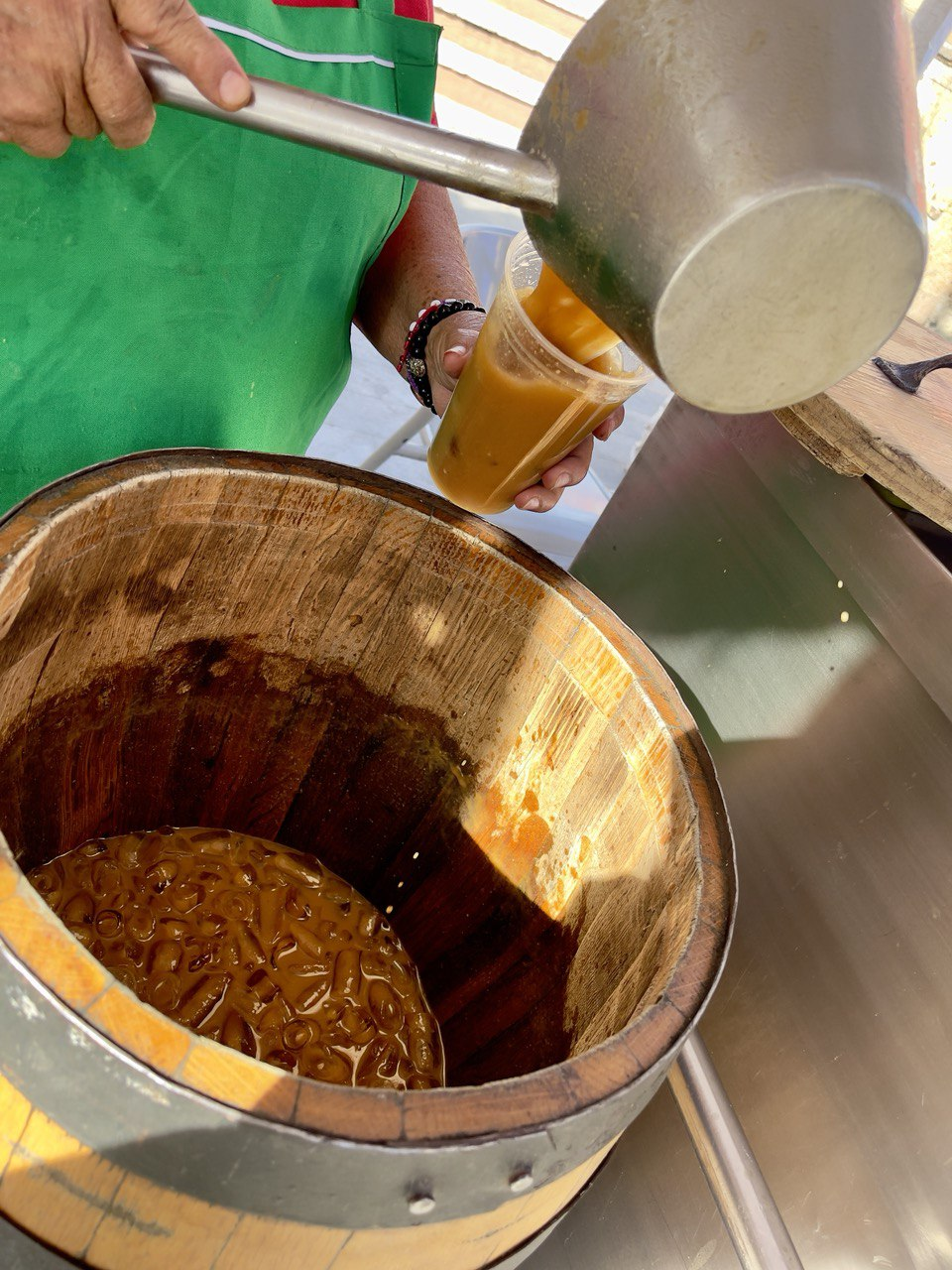
Tejuino de Zapopan

Hay dos tipos reconocidos: tejuino y tesgüino; el tejuino puede o no tener algo de fermentación no más fuerte que el tepache, el tesgüino es fermentado al máximo para que produzca licor.  
También existen dos tipos de tejuino: el tejuino blanco y el tejuino oscuro, elaborado con piloncillo.
En Nochistlán, Zacatecas, se llevan a cabo las festividades de San Sebastián. En esta fiesta es tradicional el tejuino, hecho a base de maíz, con la receta de los antiguos caxcanes que poblaban esta región. Cada noche del 17 al 20 de enero se reparte tejuino en cántaros a los asistentes a la fiesta, la cual se realiza en casa de los festejantes. Se hace con un tipo especial de maíz. Tiene un sabor amargo fuerte, es espeso y color café. No se modifica la receta original, se toma natural, es decir, no se le añaden hielos, sal o limón.
Hay quienes elaboran el tejuino fermentando masa (maíz en nixtamal, molido para formar una pasta con la que se hacen las tortillas).
Hay quienes agregan nieve de limón en sustitución del hielo y el limón. También hay quienes agregan hielo raspado (utilizado para los "raspados" o "nieve raspada") en vez de hielo en trozos.
Los huicholes lo utilizan principalmente en sus festividades y actividades, llevando a cabo un proceso de fermentación (bebida alcohólica).